# Heavy Tank No. VI
Heavy Tank No.VI — Японський важкий танк. У 1943 році японський посол в Німеччині був присутній на випробуваннях «Тигрів» на полігоні Henschel. Після цього компанія отримала наказ передати всю документацію по даному танку японській стороні. Одна машина була відправлена в Бордо 14 жовтня 1943 роки для доставки в розібраному вигляді на підводному човні. Японській стороні не вдалося ні доставити танк, ні налагодити власне виробництво. Ця авантюра обійшлася їм в 645 000 рейхсмарок при собівартості танка 300 000 рейхсмарок.

## Історична довідка
7 червня 1943 японський посол в Німеччині генерал Ошима спостерігав під Ленінградом бойові дії 502-го важкого танкового батальйону, потім відвідав фірму Henschel і танковий полігон, де "Тигри" проходили заводські випробування. Незабаром фірма отримала вказівку передати японцям два комплекти документації, перезняті на мікроплівку. У вересні 1943 року вже стояло питання про продаж Японії одного "Тигра". Передбачалося доставити його разом з танком "Пантера", також закупленим японцями, в Бордо, а звідти в розібраному вигляді - на підводному човні в Японію. Досить важко уявити, яким чином мали намір це здійснити - адже розібрати танк на дрібні частини просто неможливо. Корпус танка, наприклад, навіть без вежі і ходової частини важив 29 т і мав досить значні розміри.
756/5000
Фірма Henschel не забула отримати з операції непоганий зиск. Повністю комплектний "Тигр" (а саме в такому вигляді його хотіли отримати японці) з 92 артпострілів, 4500 патронами до кулеметів, 192 - до пістолета-кулемета, радіостанцією і оптикою обходився вермахту в 300 тис. Рейхсмарок. Далекосхідному союзнику його продали за 645 тис. Рейхсмарок. У цю суму, правда, входила і вартість розбирання і упаковки. 14 жовтня 1943 року танк відправили в Бордо. Після того як в лютому 1944 року був здійснений платіж, "Тигр" став японським. Втім, підводного човна з країни сонця, що сходить він так і не дочекався. Рішенням Головного командування сухопутних військ 21 вересня 1944 року танк був реквізований і знову переданий в розпорядження німецького вермахту.